# Verbove, Ohtîrka
Verbove (în ucraineană Вербове) este un sat în comuna Vîsoke din raionul Ohtîrka, regiunea Sumî, Ucraina.

## Demografie
Componența lingvistică a localității Verbove
     Ucraineană (97,32%)
     Rusă (2,68%)
Conform recensământului din 2001, majoritatea populației localității Verbove era vorbitoare de ucraineană (97,32%), existând în minoritate și vorbitori de rusă (2,68%).